# Cassetó

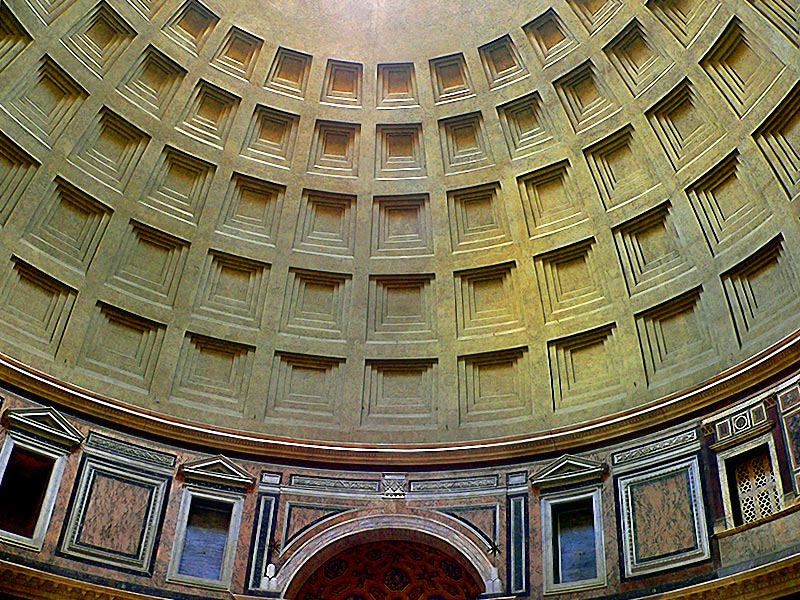
Cúpula del Panteó d'Agripa decorat amb cinc files de cassetons

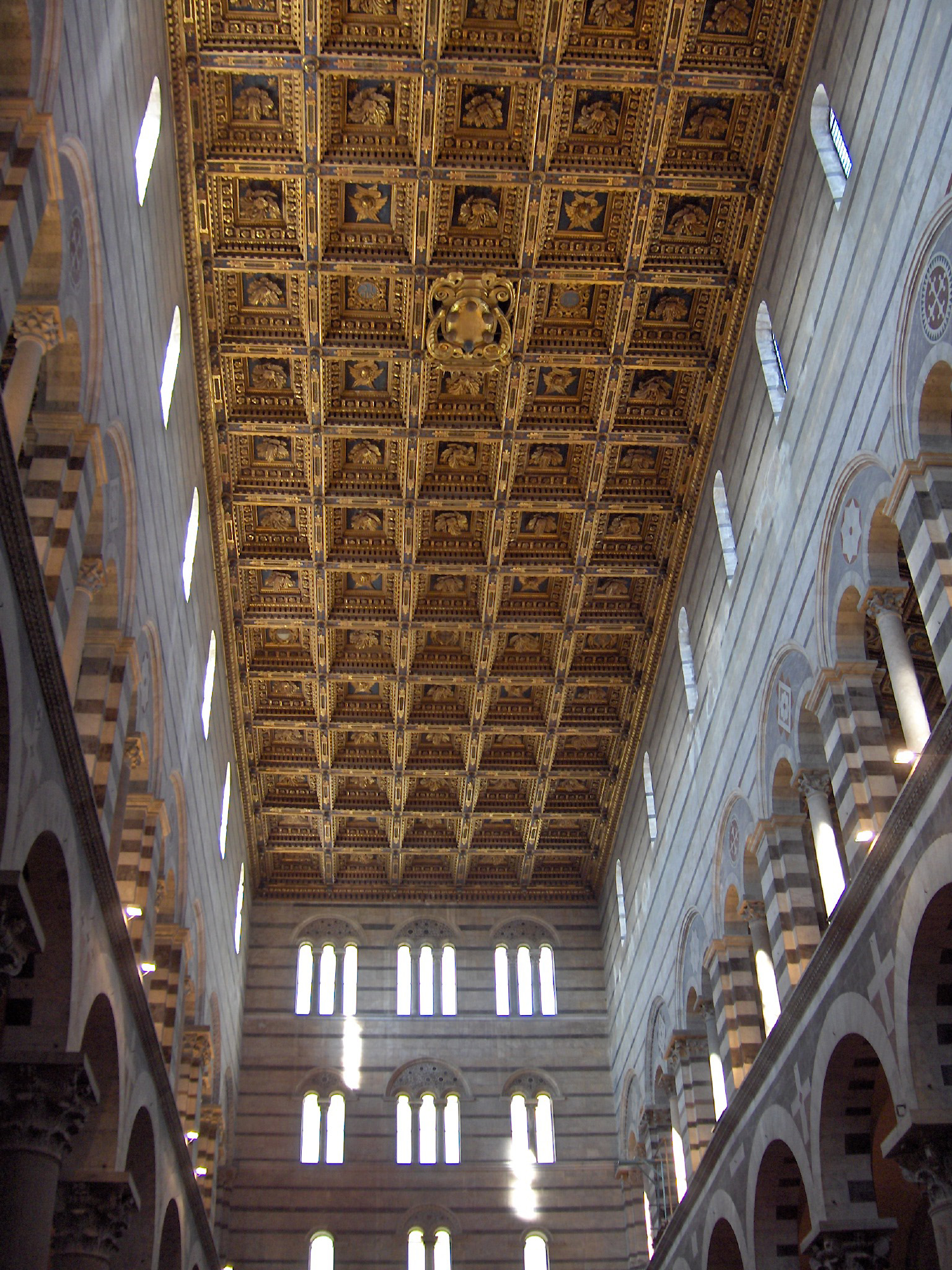
Cassetons al sostre de la Catedral de Pisa

Cassetó (del llatí capsa, arca, calaix) és un terme arquitectònic que designa cadascun dels adorns buits geomètrics (com quadrats, rectangles o octàgons) que es disposen en forma regular (semblant a un tauler d'escacs) en un sostre o en l'interior d'una volta, formant part d'un enteixinat.
És una tècnica ja utilitzada a l'antiguitat clàssica. Un exemple típic es dona al Panteó d'Agripa o a la Basílica de Maxenci. Posteriorment, es va posar de nou de moda, principalment, durant el Renaixement i el Barroc i més tard al Neoclassicisme.
Observant un sostre o una cúpula que conté cassetons, sovint fa l'efecte que està travessat per bigues o motllures que s'entrecreuen en les cantonades.
Aquesta estructura no només està justificada per raons estètiques, sinó que els cassetons poden utilitzar-se a més per reduir el pes d'una cúpula, com en el cas del Panteó de Roma. Els cassetons solen estar decorats per exemple amb típics rosasses i fins i tot pintats com a trompe-l'oeil.